# 玄宗 (唐)
玄宗（げんそう）は、唐の第9代皇帝。諱は隆基。唐明皇とも呼ばれる。
治世の前半は、太宗の貞観の治を手本とした、開元の治と称えられた善政で唐の絶頂期を迎えたが、後半は政治に倦み楊貴妃を寵愛したことで安史の乱の原因を作った。

## 生涯

### 武韋の禍
睿宗の三男として、洛陽において誕生した。生母は徳妃竇氏である。隆基が生まれた当時、祖母にあたる武則天が女性皇帝として君臨する武周の時代であった。幼少の頃は、伯父である皇太子の李弘の猶子となっていた。
705年、20歳を迎えた隆基は、武則天が中宗に禅譲するという形で帝位を奪われる事態に遭遇する。これにより、一代で武周は滅亡し、唐が再興された。しかしながら、朝廷内には隆基の叔母であり武則天の娘である太平公主や、武則天の実家である武氏一族の勢力が依然として残存していた。
中宗の皇后であった韋后は、武則天の例に倣い、政権の掌握を目論み中宗を毒殺した。韋后は、擁立した殤帝を傀儡とし、自らに帝位を禅譲させようと企図していた。
このような状況に対し、隆基の従兄にあたる皇太子李重俊が韋后に対してクーデターを敢行したが、失敗に終わった。この事件を教訓とした隆基は、太平公主と協力し、慎重に韋后排除の計画を練り、710年にその計画を実行に移した。これにより、韋后をはじめとする韋氏一族とその与党は粛清された。この功績により、武則天によって一旦廃位されていた睿宗が再び皇帝の位に就き（重祚）、隆基は皇太子に立てられた。
睿宗が武周以前に在位していた際、隆基の長兄である李憲（成器）が皇太子に立てられていた。しかし、李憲は弟である隆基の才能と功績を認め、皇位継承を放棄したため、皇位継承を巡る争いは起こらなかった。隆基は即位後も兄に対して常に敬意を払い、臣下から「度を越している」と批判されるほどであった。李憲の死後には、皇帝の位を追贈し、「譲」と諡した。しかし、隆基と太平公主の間には、政治における主導権争いが勃発する。この対立は、712年に隆基が睿宗から譲位された後、ついに太平公主を殺害し、実権を掌握したことで終止符が打たれた。

### 開元の治
玄宗皇帝前半の治世は「開元の治」と称され、唐王朝の絶頂期として高く評価されている。この時期、玄宗は数々の重要な政策を断行した。具体的には、仏教僧の資格を証明する度牒の見直し、租税制度の改革、そして辺境防衛のための節度使制度の導入などが挙げられる。
これらの玄宗初期の政策を主導したのは、武則天に見出された二人の宰相、姚崇と宋璟であった。彼らの卓越した政治手腕が、玄宗の治世を力強く支えたと言える。
さらに、対外的にも目覚ましい成果を挙げている。北方の外敵を征服することで安定した平和を確立し、その結果、経済と文化は著しい発展を遂げた。この内政と外交の双方における成功が、唐王朝に輝かしい繁栄の時代をもたらしたのである。

### 楊貴妃と安史の乱

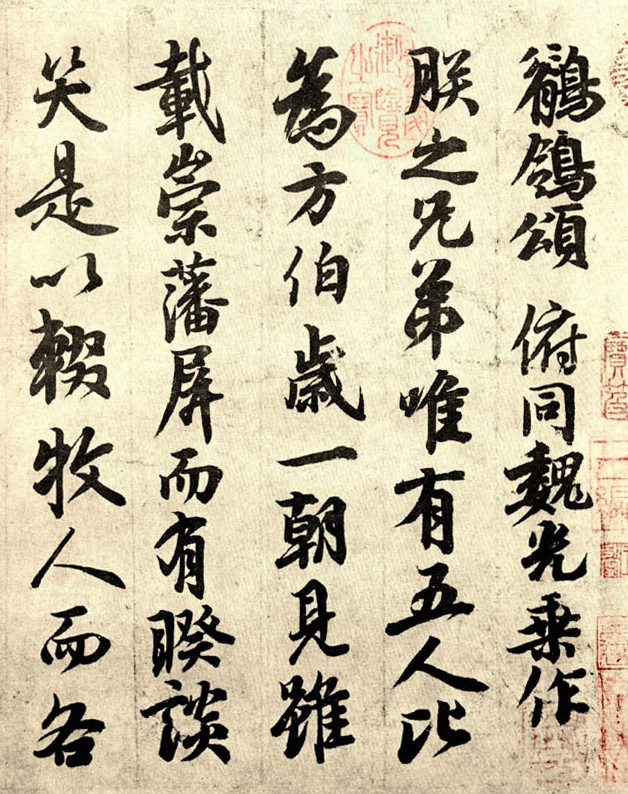
『鶺鴒頌』孤本、台北國立故宮博物院

天下泰平の世の中にあって、玄宗は徐々に政治への関心を失い始める。737年、寵愛していた武恵妃が死去したことにより、玄宗は新たに寵愛するに足る美女を求めた。740年、玄宗の息子である寿王の妃であった楊玉環が発見され、玄宗の寵愛を受け、瞬く間に皇后に次ぐ貴妃の地位に昇った。これがいわゆる楊貴妃である。玄宗は楊貴妃に深く溺れ、長恨歌に「これより皇帝は朝早くには朝廷に出てこないようになった」と歌われるように、政務への弛緩が顕著になった。
政務に倦んだ玄宗に代わって政治を運営したのは、宰相の李林甫である。李林甫は政治手腕は高かったものの、その性格は陰険であると評され、政敵を策略によって次々と失脚させた。
李林甫の死後、実権を掌握したのは、楊貴妃の親族である楊国忠と、塞外の胡出身の安禄山であった。両者は権力の掌握に不可欠な玄宗夫妻の寵愛を巡って激しく対立した。755年、楊国忠が安禄山を玄宗に讒言したことが契機となり、自身の立場に危機感を抱いた安禄山は、ついに叛乱を起こした。安禄山の「安」の字と、その部下であり後に安氏に代わって叛乱勢力を主導した史思明の「史」の字を取り、この叛乱は安史の乱と呼ばれる。
安禄山の軍隊はたちまち長安に迫り、軍事力では長安を守りきれないと判断した玄宗は、蜀の地を目指して逃亡を余儀なくされた。亡命の途中、随行の兵士たちは、自身らをこのような境遇に追い込んだ怒りと恨みを安禄山の政敵である楊氏一族に向けた。楊国忠は兵士たちの手によって殺害され、さらに玄宗は兵士たちの要求により楊貴妃に死を賜らざるを得なかった（馬嵬の悲劇）。混乱の中、756年、皇太子の李亨（粛宗）は玄宗の同意を得ないまま皇位継承を宣言し、玄宗もこれを事後承諾するしかなかった。譲位して太上皇となった玄宗は、戦乱が収束して長安に戻った後も半ば軟禁状態で余生を送り、762年に崩御した。

## 評価
玄宗の治世における前半の善政と後半の堕落という二つの側面は、その功罪を評価する上で複雑な様相を呈している。
初期の玄宗は、政治手腕を発揮し、唐王朝の繁栄を築き上げた。しかし、晩年になると寵臣の台頭を許し、政治は腐敗へと向かい、その結果、安史の乱を招く遠因となったとされる。この点を考慮すると、玄宗の功績と過失に対する評価は容易ではない。
さらに、節度使の設置が唐王朝のみならず、続く五代十国時代の戦乱の要因の一つとなったという視点を加えると、玄宗の評価は一層分かれることになる。節度使は強大な軍事力を背景に中央政府の統制を弱め、各地で独立勢力の割拠を招いたからである。
しかしながら、堕落したとされる後半生においても、玄宗が民衆への配慮を示す場面があったことは特筆されるべきである。長安から蜀へ避難する際、楊国忠が宝物庫を焼き払おうとしたのに対し、玄宗は「賊が宝物を得られなければ、今度は民への略奪が激しくなる」と述べ、これを制止した。この行動は、混乱に乗じた略奪から民衆を守ろうとする意図を示唆している。
また、渭水に架かる便橋を渡河した際、賊の追撃を防ぐために楊国忠が橋を焼き払おうとした際にも、玄宗は「あとから逃げようとする士庶たちの路を絶つな」と強く制止した（『旧唐書』、『資治通鑑』による）。これらの逸話は、晩年の玄宗が完全に民衆を顧みなくなったわけではないことを示唆しており、その評価をより多角的なものとする要素と言えるであろう。

## 宗室
- 正室：王皇后（廃）
- 側室：武恵妃（贈貞順皇后）
  - 九男：夏悼王 李一
  - 十五男：懐哀王 李敏
  - 十八男：寿王 李瑁
  - 二十一男：盛王 李琦
  - 皇女：上仙公主
  - 皇女：咸宜公主
  - 二十一女：太華公主
- 側室：楊貴嬪（贈元献皇后）
  - 三男：忠王（陝王）李璵（後に亨、粛宗） - 第10代皇帝
  - 八女：斉国公主
- 側室：貴妃 楊玉環
- 側室：董貴妃
- 側室：項貴妃
- 側室：武賢妃
- 側室：盧賢妃
- 側室：淑妃 楊真一
- 側室：趙麗妃
  - 次男：太子（郢王） 李瑛
- 側室：劉華妃
  - 長男：奉天皇帝（靖徳太子、郯王） 李琮
  - 六男：靖恭太子（栄王） 李琬
  - 十二男：儀王 李璲
- 側室：順妃 韋秀
- 側室：銭妃
  - 四男：棣王 李琰
- 側室：皇甫徳儀（贈淑妃）
  - 五男：鄂王 李瑶
  - 次女：孝昌公主
  - 十九女：宋国公主
- 側室：林昭儀
  - 皇女：宜春公主
- 側室：武賢儀
  - 二十九男：涼王 李璿
  - 三十男：汴哀王 李璥
- 側室：郭順儀
  - 十六男：永王 李璘
- 側室：董芳儀
  - 皇女：広寧公主
- 側室：柳婕妤
  - 長女：永穆公主
  - 二十男：延王 李玢
- 側室：高婕妤
  - 十三男：潁王 李璬
  - 皇女：昌楽公主
- 側室：美人 張七娘
- 側室：鍾美人
  - 二十二男：済王 李環
- 側室：盧美人
  - 二十三男：信王 李瑝
- 側室：王美人
  - 二十五男：陳王 李珪
- 側室：杜美人
  - 皇女：万春公主
- 側室：劉才人
  - 八男：光王 李琚
- 側室：閻才人
  - 二十四男：義王 李玼
  - 皇女：信成公主
- 側室：陳才人
  - 二十六男：豊王 李珙
- 側室：鄭才人
  - 二十七男：恒王 李瑱
- 側室：張才人
  - 十一女：晋国公主
- 側室：常才人
  - 皇女：新平公主
- 側室：趙才人
  - 二十二女：寿光公主
- 側室：曹野那姫
  - 皇女：寿安公主 李虫娘
- 生母不詳の子女
  - 次女：常芬公主
  - 三女：孝昌公主
  - 四女：唐昌公主
  - 五女：霊昌公主
  - 六女：常山公主
  - 十七女：永寧公主
  - 二十三女：楽城公主
  - 皇女：万安公主
  - 皇女：懐思公主
  - 皇女：新昌公主
  - 皇女：臨晋公主
  - 皇女：衛国公主
  - 皇女：真陽公主
  - 皇女：楚国公主

## 道教との関係
玄宗は、同姓の李氏である老子（李耳）を宗室の祖として尊崇する唐朝のなかでも、とりわけ道教を尊重した。玄宗は、司馬承禎から法籙を受け、自ら『老子』の注釈書である『開元御注道徳経』を撰し、道教の学校である崇玄学を設置し、そこでの試験である道挙の合格者は貢挙の及第者と同格とされた。
芸能の神である西秦王爺は玄宗を神格化したものだとされている（ただし、唐太宗説、玄宗の楽人説、後唐の荘宗や後蜀の後主説もある）。

## 日本との関係
玄宗が即位する前の702年に日本から派遣された遣唐使の中に僧侶・弁正がいた。玄宗と弁正は囲碁を通じて親しくなった。その後、弁正は唐において病没するが、唐で生まれた息子の秦朝元が遣唐使の一員として唐に戻った際には玄宗は特に手厚くもてなしたと言う（『懐風藻』）。玄宗は日本からの遣唐使に対しては好意的な対応を行っており、日唐関係は安定した時代を迎えた。その背景として玄宗が弁正を介して日本に対して好意的な姿勢を抱いたからとする見方がある。

## 登場作品
小説
- 井上靖『楊貴妃伝』（講談社文庫、1972年、新版2004年、ISBN 9784061311152）
- 伴野朗『長安物語 光と影の皇帝玄宗』（徳間書店、1997年7月 ISBN 978-4198607272）
- 小前亮『唐玄宗記』（講談社、2013年2月、ISBN 9784062181792）
- 塚本靑史『玄宗皇帝』（潮出版社、2019年5月7日　ISBN 978-4267021831）

映画
- 楊貴妃（1955年、日本）演：森雅之
- 楊貴妃 レディ・オブ・ザ・ダイナスティ（中国語版）（2015年、中国）演：レオン・ライ
- 空海-KU-KAI- 美しき王妃の謎（2017年、中国・日本）演：チャン・ルーイー（中国語版）

テレビドラマ
- 楊貴妃（中国語版）（2000年、香港）演：江華
- 楊貴妃（2005年、中国）演：ウィンストン・チャオ
- 二人の王女（2012年、中国）演：チャン・ハン
- 謀りの後宮（2013年、中国）演：イ・スンヒョン
- 麗王別姫 〜花散る永遠の愛〜（2017年、中国）演：シン・ハン